# Nils van Zandt
Pour les articles homonymes, voir van Zandt.
Nils van Zandt, de son vrai nom Niels van de Zande, est un disc jockey et producteur néerlandais né le 18 avril 1980 à Eindhoven. Il est entre autres connu pour mélanger house et dutch house.

## Carrière

### Ses débuts (2005-2014)
Dès l'âge de 16 ans, Nils van Zandt manifeste son goût pour la musique électronique. C'est le titre Ecuador du groupe allemand Sash!, sorti en 1997, qui lui donne l'envie d'être DJ-producteur. Il se servira de ce titre pour lancer sa carrière, en le reprenant dans son tout premier titre en 2005, Keep on Moving, du groupe de musique Starstylers dont il est le producteur. Le single est un succès en Europe : il figure douze semaines dans les charts français et néerlandais et cinq semaines dans le classement secondaire de Wallonie. Ce titre permet donc, via les Starstylers, de lancer sa carrière. Il produira à deux reprises ce groupe de musique, en 2006 puis en 2008. Parallèlement, il travaille pour le groupe King Amir et d'autres artistes.
En 2008, il sort le premier single en son nom, Be With You, avec la chanteuse Shana Wood. Le titre connaît un succès aux Pays-Bas, il est classé cinq semaines dans le Single Top 100. Il enchaîne d'autres succès dans son pays natal, comme The Beat Don't Stop en 2009, qui figure dans les deux principaux classements de singles aux Pays-Bas, le Dutch Top 40 et le Single Top 100.
En 2010, il sort son premier album studio, Illusions, dans lequel on trouve les deux singles précédemment évoqués.
En septembre 2014, c'est cette fois-ci une compilation de vingt titres, Bass Addiction, qu'il met en vente. Cela lui permet de se faire connaître en dehors de son pays, notamment en Belgique ainsi qu'en Égypte où il passe le réveillon auprès de ses fans.

### 2015: une année à succès
Début janvier, il sort le single For You. Celui-ci connaît un succès international, ce qui lui permet d'être approché par des labels en Espagne, en Belgique, en Italie, en Israël et aussi en France où il est signé chez Happy Music. Le single dépassera la barre des 2 millions de vues sur YouTube et des 900 000 écoutes en streaming un an après. Le succès est tel qu'il effectue une reprise avec la chanteuse américaine Brooklyn Haley début février. Nils van Zandt est ravi de sa notoriété en France et partage souvent sur les réseaux sociaux ses positions dans les charts français. Dans une interview pour DJ Mag fin 2015, il affirme aimer la scène clubbing française et le climat festif qu'il a pu voir dans les rues de Paris lors de son mix à la Techno Parade.
En juin, il collabore avec la chanteuse cubaine Mayra Verónica sur le titre Party Crasher. Le single est également un succès mondial et  lui permet de figurer parmi les artistes les plus playlistés par les radios européennes dans le domaine de l'EDM. En conséquence, il est nommé aux NRJ DJ Awards début novembre à Monaco, aux côtés de Robin Schulz, Martin Solveig et autres DJs de la scène internationale. Son titre For You est alors nommé aux "Hits Club de l'année". Il commence ainsi une tournée, Party Crasher 2.0 et est à la tête d'une communauté qu'il baptise Party Crashers.
En parallèle, il sort un troisième titre fin octobre, Feel Like Dancing, avec la chanteuse néerlandaise Sharon Doorson. Lors de sa composition, il dit s'être inspiré du tube de Martin Solveig et GTA à l'été 2015, Intoxicated.
Après ces succès, Nils van Zandt dit se sentir "bien intégré dans la scène EDM de son pays". Il connaît de nombreux artistes néerlandais avec qui il a collaboré dans le passé mais ces succès lui ouvrent la porte de l'Europe. Selon lui, le marché européen s'agrandit pour les DJs et il ne souhaite pas "rester enfermé dans ses frontières". Pour 2016, il annonce ainsi deux collaborations : l'une avec le rappeur américain Fatman Scoop, l'autre avec la chanteuse néerlandaise Anita Doth, ancienne membre du groupe belge 2 Unlimited.

### Sa carrière depuis 2016
En juin 2016, il promeut la chanteuse néerlandaise Emmaly Brown sur le titre Unified qui est signé chez le label Happy Music. L'artiste en question a été finaliste de "The Voice of Holland" 5 en 2014. Quant au single, il se démarque par son rythme électro très soutenu et connaît un succès dans les clubs, puisqu'il entre une semaine après sa sortie dans le classement officiel des meilleures diffusions musicales en clubs. Il est aussi écouté plus de 2 millions de fois en moins d'un mois.
En octobre 2016, il remet d'actualité le single du DJ et producteur belge Dave McCullen, B*tch, sorti en 2004, en proposant une version proche de l'originale, toujours aussi dancefloor et qui s'avère être un succès en Europe.
En février 2017, il remixe la chanson The Riddle du chanteur anglais Nik Kershaw, sortie en 1984. Ce titre a déjà été sujet à de nombreuses reprises sous influence électronique, notamment celles de Gigi D'Agostino ou de Jack Holiday & Mike Candys. La version de Nils van Zandt se classe en douzième et dix-huitième positions respectives des charts Dance en Flandre et en Wallonie, qui sont des classements secondaires de l'Ultratop 50 Singles en Flandre et en Wallonie. En juin 2017, il sort le single Destination Paradise, sur lequel il collabore à nouveau avec la chanteuse Emmaly Brown et, comme il l'avait annoncé en 2015, avec le rappeur américain Fatman Scoop.
À l'occasion de la Coupe du monde de football de 2018 en Russie, il remixe la chanson Kalinka composée par le Russe Ivan Larionov en 1860. En décembre 2018, il sort son deuxième album studio, Divergent, qui se classe dans le Top 200 des ventes d’albums en Flandre. À la fin de l'année 2018, Nils van Zandt occupe la trentième place du classement des DJs les plus populaires de France, publié par la radio MusicBox.

## Discographie

### Albums studio
| Titre                                                                       | Détails                                                                                     | Meilleure position |
| Titre                                                                       | Détails                                                                                     | BEL (FL)           |
| --------------------------------------------------------------------------- | ------------------------------------------------------------------------------------------- | ------------------ |
| Illusions                                                                   | - Date de sortie : 2010 - Label : Soundz Good Recordings - Format : CD                      | —                  |
| Divergent                                                                   | - Date de sortie : 7 décembre 2018 - Label : BIP Records - Format : Téléchargement en ligne | 195                |
| « — » signifie que l'album n'est pas classé ou n'est pas sorti dans le pays |                                                                                             |                    |

### Extended plays
| Titre                                   | Détails                                                                                               |
| --------------------------------------- | --- |
| Nobody Said It Was Easy (vs. Tom Beyer) | - Date de sortie : 10 décembre 2008 - Label : Double Dance Records - Format : Téléchargement en ligne |

### Compilations
| Titre                      | Détails                                                                                                 |
| -------------------------- | --- |
| Bass Addiction             | - Date de sortie : 15 septembre 2014 - Label : BIP Records - Format : Téléchargement en ligne           |
| Nils van Zandt Hitmix 2k16 | - Date de sortie : 27 mai 2016 - Label : BIP Records - Format : Téléchargement en ligne                 |
| Collected                  | - Date de sortie : 27 novembre 2017 - Label : Soundz Good Recordings - Format : Téléchargement en ligne |

### DJ mixes
| Titre                                               | Détails                                                              |
| --------------------------------------------------- | -------------------------------------------------------------------- |
| Ulectric — Mixed by Robert Abigail & Nils van Zandt | - Date de sortie : 24 avril 2009 - Label : BIP Records - Format : CD |

### Singles
| Année                                                                         | Single                                                                           | Meilleure position | Meilleure position | Meilleure position | Meilleure position | Meilleure position | Album              |
| Année                                                                         | Single                                                                           | NLD                | BEL (FL)           | BEL (WL)           | FRA                | POL                | Album              |
| ----------------------------------------------------------------------------- | -------------------------------------------------------------------------------- | ------------------ | ------------------ | ------------------ | ------------------ | ------------------ | ------------------ |
| 2008                                                                          | Be With You (featuring Shana Wood)                                               | 33                 | —                  | —                  | —                  | —                  | Illusions          |
| 2009                                                                          | Party Jam (Say Whoop!) (vs. Robert Abigail featuring Jay Ritchey)                | 90                 | —                  | —                  | —                  | —                  | Singles hors-album |
| 2009                                                                          | House Musik (vs. Morinho)                                                        | 95                 | —                  | —                  | —                  | —                  | Singles hors-album |
| 2009                                                                          | The Beat Don't Stop (vs. Sergio Silvano featuring Chaquilo MC)                   | 13                 | —                  | —                  | —                  | —                  | Illusions          |
| 2011                                                                          | Light Up The Sky (avec Monty Wells)                                              | 85                 | —                  | —                  | —                  | —                  | Bass Addiction     |
| 2012                                                                          | Wide (vs. Royal D featuring Monty Wells)                                         | —                  | —                  | —                  | —                  | —                  | Singles hors-album |
| 2012                                                                          | Edge Of The World (vs. Michael Fall featuring Drew Darcy)                        | —                  | —                  | —                  | —                  | —                  | Singles hors-album |
| 2012                                                                          | Drop That Bomb (avec Van Noten)                                                  | —                  | 139                | —                  | —                  | —                  | Singles hors-album |
| 2012                                                                          | Drop That Bomb (avec Van Noten featuring MC Sherlock)                            | —                  | —                  | —                  | —                  | —                  | Singles hors-album |
| 2012                                                                          | Dirty Minds (featuring Yes-R)                                                    | 76                 | —                  | —                  | —                  | —                  | Bass Addiction     |
| 2012                                                                          | Café del mar (avec Van Noten)                                                    | —                  | —                  | —                  | —                  | —                  | Single hors-album  |
| 2012                                                                          | We Rock (featuring Li Vuero et MC Sherlock)                                      | —                  | —                  | —                  | —                  | —                  | Collected          |
| 2012                                                                          | Suck My D (avec Van Noten vs. Bobby Blast)                                       | —                  | —                  | —                  | —                  | —                  | Singles hors-album |
| 2012                                                                          | Upside Down (Dizzy Does It Make Me) (featuring Vanessa)                          | 95                 | —                  | —                  | —                  | —                  | Singles hors-album |
| 2013                                                                          | Ain't Gonna Wait On Love (avec Van Noten featuring Anita Doth)                   | —                  | 49                 | —                  | —                  | —                  | Singles hors-album |
| 2013                                                                          | What If The World Ends (featuring Gio)                                           | 19                 | —                  | —                  | —                  | —                  | Bass Addiction     |
| 2013                                                                          | Lex Talionis                                                                     | —                  | —                  | —                  | —                  | —                  | Single hors-album  |
| 2013                                                                          | Rover (avec Dimaro)                                                              | —                  | —                  | —                  | —                  | —                  | Bass Addiction     |
| 2013                                                                          | Output                                                                           | 86                 | —                  | —                  | —                  | —                  | Singles hors-album |
| 2013                                                                          | Go (avec Van Noten featuring Stress Dollaz)                                      | —                  | —                  | —                  | —                  | —                  | Singles hors-album |
| 2013                                                                          | Johnny Cash (featuring Nicci)                                                    | 48                 | —                  | —                  | —                  | —                  | Bass Addiction     |
| 2013                                                                          | Ninja (featuring Mc Sherlock)                                                    | —                  | —                  | —                  | —                  | —                  | Singles hors-album |
| 2014                                                                          | On Top Of The World (avec Van Noten featuring Suzan Taci et Ros)                 | —                  | —                  | —                  | —                  | —                  | Singles hors-album |
| 2014                                                                          | Paranoia                                                                         | —                  | —                  | —                  | —                  | —                  | Bass Addiction     |
| 2014                                                                          | Lift Off (avec Van Noten)                                                        | —                  | —                  | —                  | —                  | —                  | Singles hors-album |
| 2014                                                                          | Once Upon A Time In The West (avec Van Noten featuring Sidney Housen)            | —                  | —                  | —                  | —                  | —                  | Singles hors-album |
| 2014                                                                          | House Of Cards (avec Ron van den Beuken featuring Monty Wells)                   | 42                 | —                  | —                  | —                  | —                  | Bass Addiction     |
| 2014                                                                          | JLT (Just Like That) (avec Sidney Housen feat Rashaun Will)                      | —                  | —                  | —                  | —                  | —                  | Bass Addiction     |
| 2014                                                                          | Tricky Tricky (avec DJ E-Pop)                                                    | —                  | —                  | —                  | —                  | —                  | Single hors-album  |
| 2014                                                                          | Apocalypse                                                                       | —                  | —                  | —                  | —                  | —                  | Bass Addiction     |
| 2014                                                                          | Turn Me On (avec Damon Blaze featuring Stress Dollaz)                            | —                  | —                  | —                  | —                  | —                  | Bass Addiction     |
| 2014                                                                          | Fire (featuring Sil)                                                             | —                  | —                  | —                  | —                  | —                  | Bass Addiction     |
| 2014                                                                          | In Need Of Love (Can Somebody Help Me) (featuring Lynn Larouge et Stress Dollaz) | —                  | —                  | —                  | —                  | —                  | Bass Addiction     |
| 2014                                                                          | Output (featuring Anita Doth)                                                    | —                  | —                  | —                  | —                  | —                  | Bass Addiction     |
| 2014                                                                          | Sunrise (avec El Pera)                                                           | —                  | —                  | —                  | —                  | —                  | Bass Addiction     |
| 2014                                                                          | More (featuring Reshmay)                                                         | —                  | —                  | —                  | —                  | —                  | Bass Addiction     |
| 2014                                                                          | Priceless (avec Robert Abigail featuring MC Sherlock)                            | —                  | —                  | —                  | —                  | —                  | Bass Addiction     |
| 2014                                                                          | Taking Over (avec Jeroen Post featuring Ros)                                     | —                  | —                  | —                  | —                  | —                  | Bass Addiction     |
| 2014                                                                          | Bounce (avec Lennert Wolfs featuring Seku Grey)                                  | —                  | —                  | —                  | —                  | —                  | Bass Addiction     |
| 2014                                                                          | Make You Feel Loved (avec Santoz Sambuka featuring Jay Martin)                   | —                  | —                  | —                  | —                  | —                  | Bass Addiction     |
| 2014                                                                          | Breaking All The Rules (featuring Anita Doth)                                    | —                  | —                  | —                  | —                  | —                  | Bass Addiction     |
| 2014                                                                          | For You                                                                          | —                  | 97                 | 76                 | 81                 | —                  | Single hors-album  |
| 2015                                                                          | For You (featuring Brooklyn Haley)                                               | —                  | —                  | —                  | —                  | —                  | Divergent          |
| 2015                                                                          | Party Crasher (featuring Mayra Verónica)                                         | —                  | 97                 | 26                 | 80                 | 39                 | Divergent          |
| 2015                                                                          | Feel Like Dancing (featuring Sharon Doorson)                                     | —                  | 42                 | 46                 | —                  | —                  | Divergent          |
| 2016                                                                          | Up And Down (avec Nicci)                                                         | —                  | —                  | 73                 | 192                | —                  | Divergent          |
| 2016                                                                          | Unified (featuring Emmaly Brown)                                                 | —                  | —                  | —                  | —                  | —                  | Divergent          |
| 2016                                                                          | Luvstruck                                                                        | —                  | —                  | —                  | —                  | —                  | Single hors-album  |
| 2016                                                                          | B*tch (avec Dave Mc Cullen)                                                      | —                  | 74                 | —                  | —                  | —                  | Divergent          |
| 2017                                                                          | The Riddle                                                                       | —                  | —                  | —                  | —                  | —                  | Divergent          |
| 2017                                                                          | Destination Paradise (avec Fatman Scoop featuring EMB)                           | —                  | —                  | —                  | 174                | —                  | Divergent          |
| 2017                                                                          | The Good Life (avec Jerry Davila et DJ Pelos featuring Nikki Dae)                | —                  | —                  | —                  | —                  | —                  | Divergent          |
| 2017                                                                          | Damn Good (featuring Mitch Crown)                                                | —                  | —                  | 91                 | —                  | —                  | Divergent          |
| 2018                                                                          | With You                                                                         | —                  | —                  | —                  | —                  | —                  | Divergent          |
| 2018                                                                          | Kalinka                                                                          | —                  | —                  | —                  | 68                 | —                  | Single hors-album  |
| 2018                                                                          | Run (featuring Juliette Claire)                                                  | —                  | —                  | —                  | —                  | —                  | Divergent          |
| 2018                                                                          | On My Way                                                                        | —                  | —                  | —                  | —                  | —                  | Divergent          |
| 2019                                                                          | Hey ! (featuring Heleena et Rashaun Will)                                        | —                  | —                  | 68                 | 71                 | 41                 | Single hors-album  |
| 2019                                                                          | Another Day (featuring Emmaly Brown)                                             | —                  | —                  | —                  | —                  | —                  | Divergent          |
| 2019                                                                          | Life of the Party                                                                | —                  | —                  | —                  | —                  | —                  | Single hors-album  |
| « — » signifie que le single n'est pas classé ou n'est pas sorti dans le pays |                                                                                  |                    |                    |                    |                    |                    |                    |

1. 1 2 3 4 5 6 7 8 9 10  Singles figurant dans l'Ultratip Bubbling Under de Flandre mais pas dans le classement.
2. 1 2  Singles figurant dans l'Ultratip Bubbling Under de Wallonie mais pas dans le classement.

#### Autres singles
| Année | Single                                             | Album             |
| ----- | -------------------------------------------------- | ----------------- |
| NC    | Never Again (vs. Sergio Silvano featuring Zippora) | Illusions         |
| 2017  | Stained                                            | Collected         |
| 2018  | The Purge                                          | Single hors-album |

### Remixes
| Année                                                                        | Single                      | Artiste                          | Meilleure position | Meilleure position | Remixeur                  |
| Année                                                                        | Single                      | Artiste                          | BEL (FL) Dance     | BEL (WL) Dance     | Remixeur                  |
| ---------------------------------------------------------------------------- | --------------------------- | -------------------------------- | ------------------ | ------------------ | ------------------------- |
| 2009                                                                         | Release Me                  | Agnes                            | —                  | —                  | Nils van Zandt            |
| 2010                                                                         | Lotus Eater                 | Zippora                          | —                  | —                  | Nils van Zandt            |
| 2011                                                                         | Hands Up                    | Peter Luts feat. Lynn Large      | —                  | —                  | Nils van Zandt            |
| 2011                                                                         | Party Up                    | Deve & Matizz feat. BlackShark   | —                  | —                  | Nils van Zandt            |
| 2012                                                                         | Da Beat Goes'10             | Red 5                            | —                  | —                  | Nils van Zandt            |
| 2013                                                                         | Big Orgus                   | DJ Furax                         | —                  | —                  | Van Noten & Van Zandt     |
| 2013                                                                         | Ready For Tonight           | diMaro feat. Carlprit            | —                  | —                  | CJ Stone & Nils van Zandt |
| 2016                                                                         | Les bruits de la forêt 2k16 | Saxo                             | 61                 | 69                 | Nils van Zandt            |
| 2016                                                                         | Trumpets                    | Sak Noel & Salvi feat. Sean Paul | —                  | —                  | Nils van Zandt            |
| 2016                                                                         | Mantra                      | Michael Feiner                   | —                  | —                  | Nils van Zandt            |
| 2017                                                                         | Love Again                  | X-Tof feat. Josh Moreland        | —                  | —                  | Nils van Zandt            |
| 2017                                                                         | Diablo                      | Jose Am feat. Lexter             | —                  | —                  | Nils van Zandt            |
| 2018                                                                         | Won't Let Go                | Victor Magan feat. Jay Martin    | —                  | —                  | Nils van Zandt            |
| 2018                                                                         | Ellie                       | Regi feat. Jake Reese            | —                  | —                  | Nils van Zandt            |
| « — » signifie que le remix n'est pas classé ou n'est pas sorti dans le pays |                             |                                  |                    |                    |                           |

#### Reprises
| Année | Single                                                  | Version originale                                |
| ----- | ------------------------------------------------------- | ------------------------------------------------ |
| 2012  | Drop That Bomb (avec Van Noten featuring MC Sherlock)   | Drop That Bomb Van Noten & Van Zandt 2012        |
| 2012  | Café del mar (avec Van Noten)                           | Café del mar Energy 52 1993                      |
| 2012  | Upside Down (Dizzy Does It Make Me) (featuring Vanessa) | Upside Down (Dizzy Does It Make Me) Vanessa 1981 |
| 2014  | Output (featuring Anita Doth)                           | Output Nils van Zandt 2013                       |
| 2015  | For You (featuring Brooklyn Haley)                      | For You Nils van Zandt 2014                      |
| 2016  | Luvstruck                                               | Luvstruck Southside Spinners 1998                |
| 2016  | B*tch (avec Dave McCullen)                              | B*tch Dave McCullen 2004                         |
| 2017  | The Riddle                                              | The Riddle Nik Kershaw 1984                      |
| 2018  | Kalinka                                                 | Kalinka Ivan Larionov 1860                       |

### Productions
| Année | Single         | Artiste                       | Type de production       |
| ----- | -------------- | ----------------------------- | ------------------------ |
| 2005  | Keep on Moving | Starstylers feat. Michy       | Producteur               |
| 2006  | The Groove     | Starstylers                   | Producteur               |
| 2007  | Last Christmas | Christmas Crackers feat. Lee  | Producteur               |
| 2008  | Won't You      | Starstylers feat. MG          | Musique/Texte Producteur |
| 2009  | Merengue       | Robert Abigail feat. DJ Rebel | Producteur               |
| 2009  | Shake Ya Booty | DJ Glenn B feat. Chaquilo MC  | Musique/Texte Producteur |
| 2014  | All Me         | Funda                         | Musique/Texte Producteur |
| 2015  | Duckface       | Dex Duncan                    | Musique/Texte Producteur |
| 2017  | Goin'Down      | Randal Rover Project          | Musique/Texte Producteur |
| 2017  | Ignition       | Randal Rover Project          | Musique/Texte Producteur |
| 2017  | Lovebeats      | Vinylvorxx                    | Musique/Texte Producteur |
| 2017  | Symphonic      | Randal Rover Project          | Musique/Texte Producteur |
| 2018  | Mr. Pedro      | Dex Duncan                    | Musique/Texte Producteur |
| 2019  | Another Love   | Vinylvorxx                    | Musique/Texte Producteur |
| 2019  | No More Tears  | RVR                           | Musique/Texte Producteur |
| 2019  | Oye!           | Dex Duncan feat. INTL         | Musique/Texte Producteur |

## Prix et nominations
| Année | Prix          | Pour... | Catégorie           | Résultat   | Réf.   |
| ----- | ------------- | ------- | ------------------- | ---------- | ------ |
| 2015  | NRJ DJ Awards | For You | Hit club de l'année | Nomination | [ 14 ] |

## Tournée
- Depuis 2015 : Party Crasher 2.0[4]